# Cryptogemma
Cryptogemma là một chi ốc biển, là động vật thân mềm chân bụng sống ở biển trong họ Turridae.

## Các loài
Các loài thuộc chi Cryptogemma bao gồm:
- Cryptogemma benthima (Dall, 1908)[2]
- Cryptogemma calypso Dall, 1919[3]
- Cryptogemma chrysothemis Dall, 1919[4]
- Cryptogemma corneus (Okutani, 1966)[5]
- Cryptogemma eldorana (Dall, 1908)[6]
- Cryptogemma longicostata Sysoev & Kantor, 1986[7]
- Cryptogemma oregonensis Dall, 1919[8]
- Cryptogemma phymatias (Watson, 1886)[9]
- Cryptogemma polystephanus (Dall, 1908)[10]
- Cryptogemma quentinensis Dall, 1919[11]